# 张彦启
张彦启（1961年—），黑龙江集贤人，汉族，中华人民共和国政治人物、第十一届全国人民代表大会黑龙江地区代表。
毕业于清华大学工商管理专业，是中共党员。担任华能黑龙江公司总经理。2008年起担任全国人大代表。